# Dykes to Watch Out For
Dykes to Watch Out For (traducibile come Attenzione alle lesbiche o Lesbiche da cui guardarsi), spesso abbreviato come DTWOF, è una serie di fumetti a tema lesbico della statunitense Alison Bechdel pubblicata tra il 1987 e il 2008. Alcune situazioni, o personaggi, potrebbero aver ispirato analoghi elementi nel telefilm The L Word.

## Il fumetto
Il fumetto documenta la vita, gli amori e la politica di un gruppo di personaggi, per la maggior parte lesbiche, che vivono in una città di media grandezza degli USA (alcuni sostengono che si tratti di Minneapolis).
La chiave del successo di questo fumetto è la capacità di mescolare in modo umoristico ed intelligente elementi da soap-opera con taglienti commenti su temi politici e di costume.
Nulla sembra sfuggire alla penna della Bechdel, da Bush e la politica USA agli stereotipi degli eterosessuali nei confronti delle lesbiche a quelli delle lesbiche nei confronti di sé stesse.
DTWOF sono nati come tavole singole pubblicate periodicamente su vari giornali e riviste e solo successivamente raccolte in un album. La prima raccolta, Dykes To Watch Out For e parte della seconda non ha personaggi fissi. Questi compaiono, per rimanere, circa a metà della seconda raccolta More Dykes To Watch Out For.
DTWOF è uno dei fumetti queer che è stato pubblicato da più tempo e anche uno di quelli di maggior successo.

## Personaggi principali
- Mo (abbreviazione per Monica, nome completo Monica Testa) è la protagonista. Lesbica femminista, politicamente impegnata, ha la tendenza a farsi problemi per tutto, dallo stato della sua vita sentimentale a quello della società consumistica occidentale. Segni particolari: indossa sempre maglie a strisce orizzontali, perfino ai matrimoni o alle feste in costume come Halloween e Carnevale.
- Lois McGiver è una vivace attivista "sex-positive" e drag king, condivide l'appartamento con Ginger e Sparrow (con entrambe le quali ha avuto un'avventura durante i vent'anni). Forse il cognome allude al prototipo mainstream del maschio aggiustatutto impersonato nel telefilm anni ottanta McGyver.
- Ginger Jordan, prima studentessa universitaria fuori corso e poi professoressa. Ginger (zenzero in lingua inglese) potrebbe significare "piccante", nel carattere o nel gusto.
- Sparrow ("passerotto"), nata col nome di Prudence Pidgeon ("pidgeon" vuol dire "piccione" in inglese), è direttrice di una casa-rifugio per donne. Ex New Ager ora atea, si descrive come "lesbica bisessuale" da che ha una relazione con un uomo, Stuart Goodman dal quale avrà un figlio, Jiao Raizel (o J.R.).
- Clarice Clifford, avvocata ambientalista, maniaca del lavoro, (già amante di Mo durante gli anni del college) è sposata con Toni Ortiz, commercialista e "donna di casa" e hanno un bambino, Raffi (abbreviazione di Rafael), a lungo affidato a un baby-sitter gay.
- Sydney Krukowski, una yuppie cinica e amorale, docente universitaria, di famiglia molto ricca e in perenne competizione col padre (cui assomiglia come una goccia d'acqua), è l'amante di Mo.
- Jezanna Ramsay (nata col nome di "Alberta"), è stata la manager della libreria gay e lesbica Madwimmin Books in cui lavoravano Mo, Lois e Thea (ragazza lesbica ebrea e precedente amore di Sydney, ora affetta da sclerosi multipla).

Dato che il cognome dei personaggi non è dato all'inizio dell'album ma viene citato solo in caso questo sia funzionale alla narrativa (ad esempio quando Ginger o Sydney in quanto insegnanti al college sono chiamate da qualche allievo Professoressa Jordan o Dottoressa Kurkowski), non è sempre noto.

## Test di Bechdel
La striscia ha contribuito a diffondere il cosiddetto "test di Bechdel" (Bechdel test), noto anche sotto il nome Bechdel–Wallace test ("test di Bechdel-Wallace", nome che Bechdel stessa ha affermato di preferire), Bechdel rule ("regola di Bechdel"), Bechdel's law ("legge di Bechdel"), o Mo Movie Measure ("valutazione dei film di Mo"). Alison Bechdel attribuisce alla sua amica Liz Wallace l'ideazione del test, che appare per la prima volta in una striscia del 1985 intitolata appunto The Rule ("la regola"), in cui un personaggio afferma che guarda soltanto i film che soddisfano tutti i seguenti tre requisiti:
1. Devono esserci almeno due donne;
2. Le due donne devono comunicare tra loro,
3. A proposito di qualcosa che non sia un uomo.[8][9]

Una variante del test aggiunge che nel film le due donne devono essere personaggi con un nome proprio.

## Albi a fumetti
- Dykes To Watch Out For (1986)
- More Dykes To Watch Out For (1988)
- New, Improved! Dykes To Watch Out For (1990)
- Dykes To Watch Out For: The Sequel (1992)
- Spawn of Dykes To Watch Out For (1993)
- Unnatural Dykes To Watch Out For (1995)
- Hot, Throbbing Dykes To Watch Out For (1997)
- The Indelible Alison Bechdel: Confessions, Comix, and Miscellaneous Dykes To Watch Out For (1998)
- Split-Level Dykes To Watch Out For (1998)
- Post-Dykes To Watch Out For (2000)
- Dykes and Other Carbon-Based Life-Forms To Watch Out For (2003)
- Invasion of the Dykes To Watch Out For (2005)
- Fun Home (2006)
  - "Fun home. Una tragicommedia familiare", Traduzione di Recchiuti M., Rizzoli 2007, pagine 236, ISBN 881701608X, ISBN 9788817016087, autobiografia illustrata con sei pannelli per pagina
- "The Essential Dykes to Watch Out For", Houghton Mifflin Harcourt (November 12, 2008), ISBN 0618968806, ISBN 978-0618968800.
  - "Dykes. Lesbiche, lelle, invertite", Rizzoli, prima edizione 2009, Pagine 258, ISBN 8817032778, ISBN 9788817032773